# بيركهولدرية منتشرة
بيركهولدرية منتشرة (الاسم العلمي:Burkholderia diffusa) هي نوع من البكتيريا تتبع جنس البيركهولدرية من فصيلة البيركهولدرات.